# Bzipi
Bzipi (ros. Бзыпта, Bzypta) – osiedle typu miejskiego w Abchazji, w regionie Gagra. W 2011 roku liczyło 4719 mieszkańców.